# Das Flüstern der Felder
Das Flüstern der Felder (Originaltitel Chłopi; pol. für „Bauern“, internationaler englischsprachiger Titel The Peasants) ist ein animiertes Filmdrama von Dorota Kobiela und Hugh Welchman. Der Film basiert auf dem Roman Die Bauern von Władysław Reymont und spielt Ende des 19. Jahrhunderts. Erzählt wird die Geschichte eines Bauernmädchens, das trotz ihrer Liebe zu dessen Sohn gezwungen wird, einen viel älteren, wohlhabenden Bauern zu heiraten. Die Premiere des Films erfolgte im September 2023 beim Toronto International Film Festival. Der Kinostart in Polen war im Oktober 2023, in Deutschland und Österreich im September 2024. Das Flüstern der Felder wurde von Polen als Beitrag für die Oscarverleihung 2024 als bester Internationaler Film eingereicht.

## Literarische Vorlage

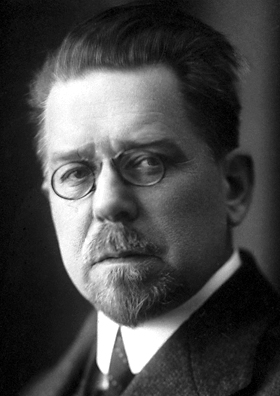
Der Film basiert auf einem Roman von Władysław Reymont

Der Film basiert auf dem Roman Chłopi von Władysław Reymont, der 1924 explizit für diese Arbeit mit dem Nobelpreis für Literatur ausgezeichnet wurde. Dieser Roman, in der deutschen Übersetzung als Die Bauern bekannt, wurde erstmals im Jahr 1912 von Jean Paul d’Ardeschah ins Deutsche übersetzt. Die Bauern ist in die vier Kapitel Herbst, Winter, Frühling und Sommer unterteilt, die Reymont zwischen 1901 und 1908 schrieb. Das Buch stellt das Leben der Bauerngemeinschaft dar und ist in einer volkstümlichen Sprache verfasst.

## Produktion

### Regie und Drehbuch
Regie führten Dorota Kobiela und ihr Ehemann Hugh Welchman, die auch das auf Reymonts Roman basierende Drehbuch schrieben. Sie ließen den Film im Herbst mit idyllischen Bildern von der ländlichen Natur beginnen und chronologisch durch die Jahreszeiten laufen.

### Besetzung und Synchronisation
Kamila Urzedowska spielt das junge Bauernmädchen Jagna Paczesiówna, Miroslaw Baka ihren Ehemann, den reichen Landwirt Maciej Boryna, und Robert Gulaczyk dessen Sohn Antek. Weitere Rollen wurden mit Sonia Mietelica, Mirosław Baka, Malgorzata Kozuchowska und Sonia Bohosiewicz besetzt.
Die deutsche Synchronisation entstand nach einem Dialogbuch und der Dialogregie von Heiko Akrap im Auftrag der Think Global Media GmbH in Berlin. In der deutschen Fassung leiht Alice Bauer Jagna Paczesiówna ihre Stimme.

### Dreharbeiten und Bearbeitung der Aufnahmen
Als Kameraleute fungierten Szymon Kuriata, Radek Ladczuk und Kamil Polak. Wie bereits für ihren gemeinsamen Film Loving Vincent, der im Juni 2017 im Rahmen des Festival d’Animation Annecy seine Premiere feierte und sich mit den Umständen von Vincent van Goghs Tod beschäftigt, erzählt von den Figuren aus Kunstwerken des berühmten Malers, ließen Kobiela und Welchman auch für Chłopi die entstandenen Aufnahmen von einem Team von Animatoren und Malern per Hand nachmalen. Bei Loving Vincent geschah dies im Stil von Van Gogh, bei Chłopi im Stil zeitgenössischer polnischer Maler. Beteiligt war unter anderem die österreichische Künstlerin Chantal Boso Flores.

### Filmmusik und Veröffentlichung

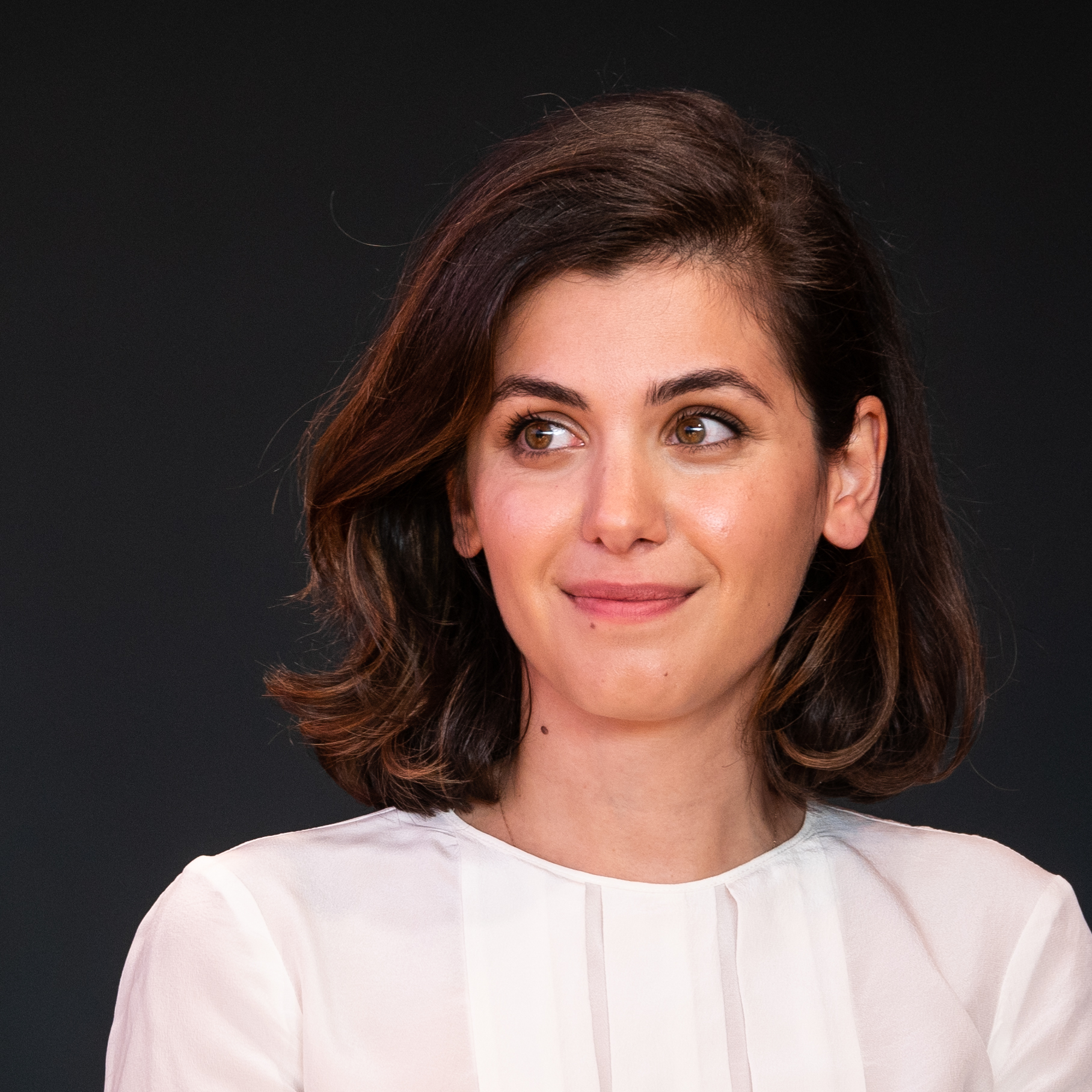
Die Singer-Songwriterin Katie Melua

Die Filmmusik komponierte der polnische Musikproduzent und Rapper Lukasz Rostowski aka L.U.C. Es handelt sich um seine erste Arbeit für einen Film. Das Soundtrack-Album mit insgesamt 24 Musikstücken wurde Ende Oktober 2023 von Milan Records als Download veröffentlicht. Ende Januar 2024 wurde eine englische, von Katie Melua gesungene Version des Liedes End of Summer veröffentlicht.
Die Weltpremiere fand am 8. September 2023 beim Toronto International Film Festival statt. Ebenfalls im September 2023 wurde er beim Polnischen Filmfestival in Gdynia gezeigt, wo der Film im Wettbewerb um den Goldenen Löwen konkurriert. Im Oktober 2023 wurde er beim Hamptons International Film Festival, beim London Film Festival und beim Busan International Film Festival gezeigt. Der Kinostart in Polen erfolgte am 13. Oktober 2023. Ende Oktober 2023 wurde The Peasants beim AFI Fest und im November 2023 beim Tallinn Black Nights Film Festival und bei Camerimage gezeigt. Im Januar 2024 wurde der Film beim Palm Springs International Film Festival vorgestellt und Ende Januar, Anfang Februar 2024 beim Göteborg Film Festival. Im März 2024 wurde er beim Vilnius International Film Festival gezeigt. Anfang Juli 2024 wurde The Peasants beim Filmfest München vorgestellt. Der Kinostart in Deutschland war am 12. September 2024 und am darauffolgenden Tag in Österreich.

## Rezeption

### Kritiken und Einspielergebnis
Von den bei Rotten Tomatoes aufgeführten Kritiken sind 60 Prozent positiv. Bei Metacritic erhielt der Film einen Metascore von 61 von 100 möglichen Punkten.
Gaby Sikorski, Filmkorrespondentin der Gilde deutscher Filmkunsttheater, schreibt in ihrer Kritik, was wie in einer bukolischen Idylle beginnt, entwickele sich nach und nach zu einem Melodram mit tragischen Zügen, und was hier zunächst mit feinem, sanftem Pinselstrich in aufwendiger Handarbeit entworfen wird, sei nicht nur ein eigenes Kunstwerk, sondern unterstreiche die Wirkung des Films, anders als in Loving Vincent, aber mit ähnlichen Folgen: "Jagdas Leben eskaliert zum Rausch der Farben und der Emotionen." Zu Beginn des Films eine lebensfrohe, naturverbundene junge Frau, die so ganz anders wirkt als ihre braven Altersgenossinnen, die schon allein durch ihre farbenfrohen Gewänder aus jeder Gruppe heraussticht, werde die schöne Jagna im weiteren Verlauf des Films für jedes auch nur ansatzweise auftretende Unglück verantwortlich gemacht. Es scheine so, als ob sie zur falschen Zeit am falschen Ort ist, eine Frau, die nicht hierherpasst und die das weiß, und sie tue auch nichts gegen ihren schlechten Ruf und gegen die Abneigung, die ihr entgegengebracht wird.
Von der Deutschen Film- und Medienbewertung wurde Das Flüstern der Felder mit dem Prädikat Besonders wertvoll versehen. In der Begründung heißt es, die Botschaft des Filmes und die Darstellung von Kollektivverhalten von überzeitlicher und übergesellschaftlicher Allgemeingültigkeit mache den Film auch zu einer Parabel mit psychologisch extrem gut ausgeleuchteten Figuren, wobei ein einfaches Gut-Böse-Schema komplett vermieden werde. Trotz patriarchaler Strukturen werde das Männliche nicht dämonisiert, denn auch die Männer seien im Gesellschaftskorsett und in genauen Hierarchien gefangen.
Bis Ende November 2023 verzeichnete der Film in den polnischen Kinos über 1,5 Millionen Besucher.

### Auszeichnungen
Chłopi wurde von Polen als Beitrag für die Oscarverleihung 2024 als bester Internationaler Film eingereicht. Im Folgenden eine Auswahl von Nominierungen und Auszeichnungen.
Boston Society of Film Critics Awards 2023
- Runner-up als Bester Animationsfilm[29]

Krakow Film Music Festival 2024
- Nominierung im Polish Soundtrack of the Year Competition (L.U.C.)[30]

Polnischer Filmpreis 2024
- Auszeichnung für die Beste Filmmusik (L.U.C.)
- Auszeichnung mit dem Publikumspreis[31]

Polnisches Filmfestival Gdynia 2023
- Auszeichnung mit dem Publikumspreis
- Auszeichnung mit dem Sonderpreis der Jury (Dorota Kobiela und Hugh Welchman)
- Nominierung als Bester Film für den Goldenen Löwen (Dorota Kobiela, Hugh Welchman und Sean M. Bobbitt)[32][33]

Tallinn Black Nights Film Festival 2023
- Nominierung im Baltic Film Competition[16]

Vilnius International Film Festival 2024
- Auszeichnung mit dem Publikumspreis[34]